# اغری‌آغاچ (قره‌تاش)
اغری‌آغاچ (به ترکی استانبولی: Eğriağaç) یک منطقهٔ مسکونی در ترکیه است که در یورغیر واقع شده‌است.